# Formartine United F.C.
Formartine United Football Club là một câu lạc bộ bóng đá Scotland đến từ Pitmedden, Aberdeenshire hiện tại đang thi đấu ở Highland Football League. Họ gia nhập Highland League mùa giải 2009–10, sau khi được chấp thuận vào giải ngày 25 tháng 2 năm 2009.

## Lịch sử
Formartine United được thành lập năm 1948. Formartine thật ra là một vùng ủy ban ở Aberdeenshire, quận kéo dài về phía Bắc từ sông Don đến sông Ythan. Câu lạc bộ nằm ở Pitmedden, một ngôi làng nông thôn nhỏ ở Aberdeenshire cách 14 dặm về phía Bắc của Aberdeen. Ngôi làng gốc có tên là Pitmedden và lý do đằng sau sự chọn lựa cái tên cho câu lạc bộ mới không bao giờ rõ ràng. Câu lạc bộ được phép tham gia giải đấu mới mở rộng Highland League năm 2009. Năm 2013, câu lạc bộ vô địch Aberdeenshire Cup, thành công đầu tiên ở cấp độ chuyên nghiệp. Trước đó đội bóng từng vô địch North of Scotland Amateur Cup 1 lần và North Regional Cup 1 lần.

## Màu sắc và biểu tượng
Formartine United thi đấu trong trang phục áo sọc đỏ trắng, quần trắng, tất đỏ. Trang phục phụ là áo đen, quần đen, tất đen. Quần đỏ đôi khi cũng thay cho quần trắng ở trang phục sân nhà.

## Sân vận động
Formartine United chơi trên sân nhà North Lodge Park, Pitmedden.

## Đội hình hiện tại
Ghi chú: Quốc kỳ chỉ đội tuyển quốc gia được xác định rõ trong điều lệ tư cách FIFA. Các cầu thủ có thể giữ hơn một quốc tịch ngoài FIFA.
| Số | VT | Quốc gia | Cầu thủ         |
| -- | -- | -------- | --------------- |
| —  | TM | Scotland | Phil Anderson   |
| —  | TM | Scotland | Ewen MacDonald  |
| —  | TM | Scotland | Andy Reid       |
| —  | TM | Scotland | Andy Shrearer   |
| —  | HV | Scotland | Ewen Abel       |
| —  | HV | Scotland | Stuart Axten    |
| —  | HV | Scotland | Cameron Clark   |
| —  | HV | Scotland | Johnny Crawford |
| —  | HV | Scotland | Jack Goodwin    |
| —  | HV | Scotland | Craig McKeown   |
| —  | HV | Scotland | Lewis Rose      |
| —  | HV | Scotland | Stuart Smith    |
| —  | HV | Scotland | Matthew Tewnion |
| —  | HV | Scotland | Greg Wood       |
| —  | TV | Scotland | Stuart Anderson |
| —  | TV | Scotland | Callum Bagshaw  |
| —  | TV | Scotland | Kris Benzie     |

| Số | VT | Quốc gia | Cầu thủ         |
| -- | -- | -------- | --------------- |
| —  | TV | Scotland | Max Berton      |
| —  | TV | Scotland | Kieran Lawrence |
| —  | TV | Scotland | Paul Lawson     |
| —  | TV | Scotland | Craig Marshall  |
| —  | TV | Scotland | Jamie Masson    |
| —  | TV | Scotland | Neil McVitie    |
| —  | TV | Scotland | Jamie Mitchie   |
| —  | TV | Scotland | Hamish Munro    |
| —  | TV | Scotland | Graeme Rodger   |
| —  | TĐ | Scotland | Scott Barbour   |
| —  | TĐ | Scotland | Calum Dingwall  |
| —  | TĐ | Scotland | Neil Gauld      |
| —  | TĐ | Scotland | Cammy Keith     |
| —  | TĐ | Ba Lan   | Marek Madle     |
| —  | TĐ | Brasil   | Tito Silva      |
| —  | TĐ | Scotland | Erik Thomson    |
| —  | TĐ | Scotland | Garry Wood      |